# Prélude et fugue en si bémol majeur (BWV 890)
Le Clavier bien tempéré II
Pour un article plus général, voir Le Clavier bien tempéré.
Le prélude et fugue en si-bémol majeur, BWV 890 est le vingt-et-unième couple de préludes et fugues du second livre du Clavier bien tempéré  de Jean-Sébastien Bach, compilé de 1739 à 1744.
Le long prélude-sonate d'une tranquille sérénité, évoque l'inspiration d'un Scarlatti. La fugue est dans le même état d'esprit de sérénité heureuse, propre aux dernières compositions de Bach.

## Prélude
Le prélude noté 
, de 87 mesures.
Il s'agit de l'un des plus amples préludes du cahier, structuré en forme sonate, deux parties avec reprise, « dans une atmosphère de calme et de tranquillité », qui évoque une sonate de Scarlatti (à l'instar du prélude en ré majeur). Le tout baigné de la tranquille sérénité propre aux dernières compositions de Bach.
Deux thèmes : l'un en gamme descendante à trois voix ; l'autre en imitation à deux voix, sous forme d'arpèges qui se font la course. Le second thème est l'occasion de nombreux croisement de mains. À la reprise, petit développement, puis la réexposition (mesure 49) reprend au ton. Après un arrêt sur un point d'orgue (mesure 76), la coda (à deux voix sauf une mesure), voit les deux mains en mouvements contraires se précipiter vers la calme conclusion,.
Les croisements de mains, selon Tovey, semblent destiner l'œuvre à un clavecin à deux claviers.

## Fugue
La fugue à trois voix, est notée 
 et longue de 93 mesures. 
Le sujet est un dès rares qui commence sur la neuvième du ton, même considérée comme broderie du si à l'octave. Il est constitué de quatre parties qui se copient deux à deux a–a, b–b.

L'œuvre, d'une heureuse sérénité, est structurée en deux parties d'inégales longueur : mesure 1–32 et 32–93. Au début de la seconde section, apparaît deux contre-sujets qui se présentent à la seconde mesure du sujet, en contrepoint triple, dans cinq des combinaisons possibles.

## Origine
Le mouvement descendant du prélude est très similaire au Praeludium 13, de même tonalité extrait de l’Ariadne musica (1702) de Fischer.

## Manuscrits
Parmi les sources, les manuscrits considérés comme les plus importants sont de la main de Bach lui-même ou d'Anna Magdalena. Ils sont :
- source « A », British Library Londres (Add. MS. 35 021), compilé dans les années 1739–1742[10]. Comprend 21 paires de préludes et fugues : il manque  ut  mineur, ré majeur et fa mineur (4, 5 et 12), perdues[10] ;
- source « B », Bibliothèque d'État de Berlin (P 430), copie datée de 1744, de Johann Christoph Altnikol[11]. Dans cette copie, le prélude est noté à 
[8].

## Postérité
Théodore Dubois en a réalisé une version pour piano à quatre mains, publiée en 1914.